# Grafo trivial
En teoría de grafos, un grafo trivial es un grafo con 0 aristas, y 0 o 1 vértices.
Los grafos triviales son grafos completos: a aquel que no posee vértices se le llama grafo nulo, mientras que al que posee un vértice, se le conoce como grafo singleton.
Estos grafos son utilizados normalmente para comenzar una inducción matemática, o para buscar contraejemplos de una proposición dada.